# Sagudati
Sagudati (makedonski: Сагудати) su bili južnoslavensko pleme, koje se tijekom 5. i 6. stoljeća naselilo duž rijeke Bregalnice i zapadno od rijeke Vardar, a jedan dio južno do Soluna (današnja Grčka). Najvećim dijelom naselili su se na teritoriju današnje Republike Makedonije[nedostaje izvor] i Egejske Makedonije.